# Porvenir, Chiapas
Porvenir är en ort i Mexiko.   Den ligger i kommunen Oxchuc och delstaten Chiapas, i den sydöstra delen av landet, 800 km öster om huvudstaden Mexico City. Porvenir ligger 2 165 meter över havet och antalet invånare är 112.
Terrängen runt Porvenir är kuperad. Runt Porvenir är det ganska tätbefolkat, med 75 invånare per kvadratkilometer. Närmaste större samhälle är Chanal, 13,0 km sydost om Porvenir. I omgivningarna runt Porvenir växer i huvudsak städsegrön lövskog.